# 2591 Dworetsky
A 2591 Dworetsky (ideiglenes jelöléssel 1949 PS) a Naprendszer kisbolygóövében található aszteroida. Karl Wilhelm Reinmuth fedezte fel 1949. augusztus 2-án.